# Vecerd, Sibiu
Vecerd,(în germană Busshardt, în maghiară Vecsérd), este un sat în comuna Bârghiș din județul Sibiu, Transilvania, România. Se află în partea de est a județului,  în Podișul Târnavelor.

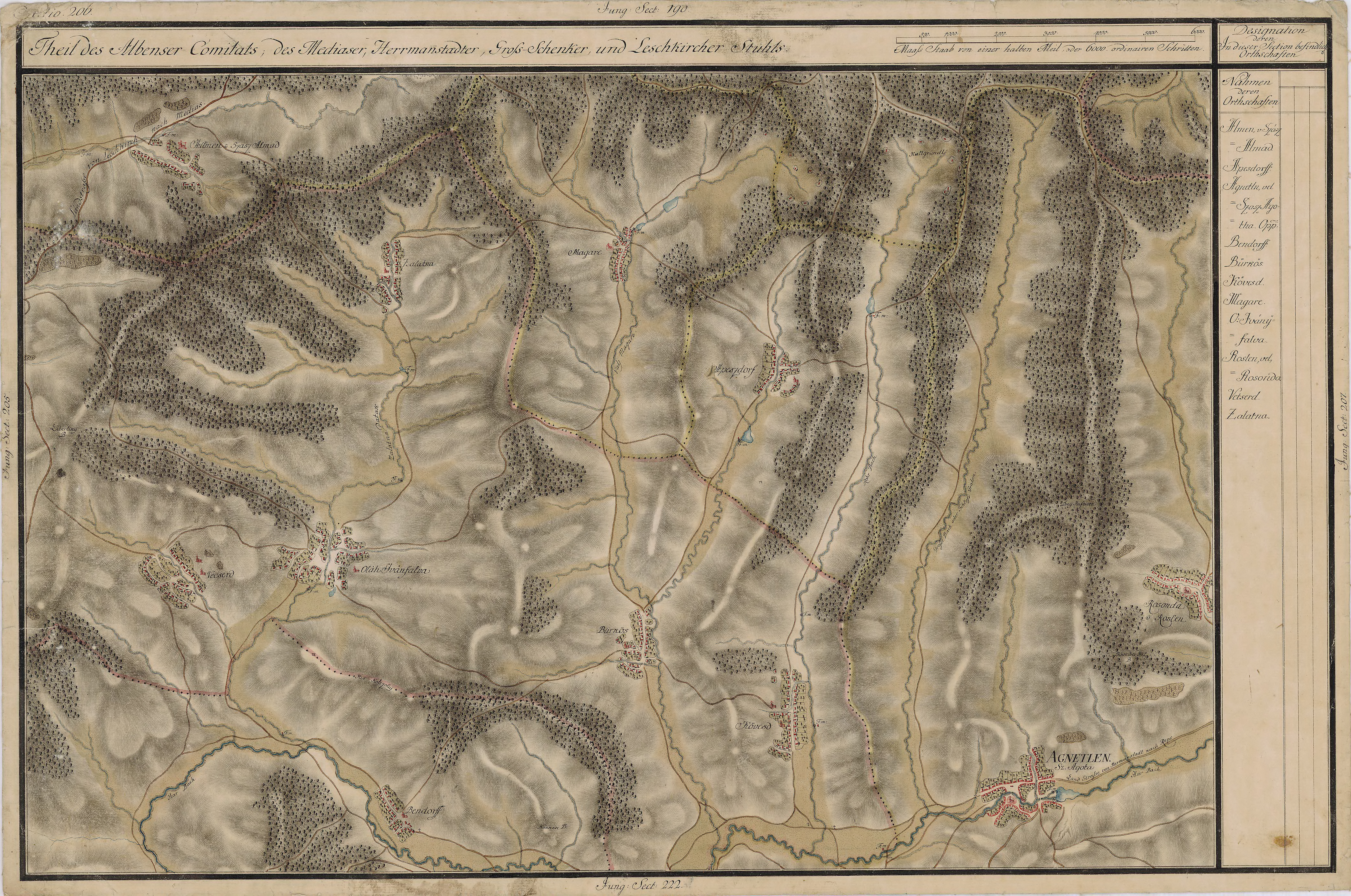
Vecerd în Harta Iosefină a Transilvaniei, 1769-1773

## Galerie de imagini

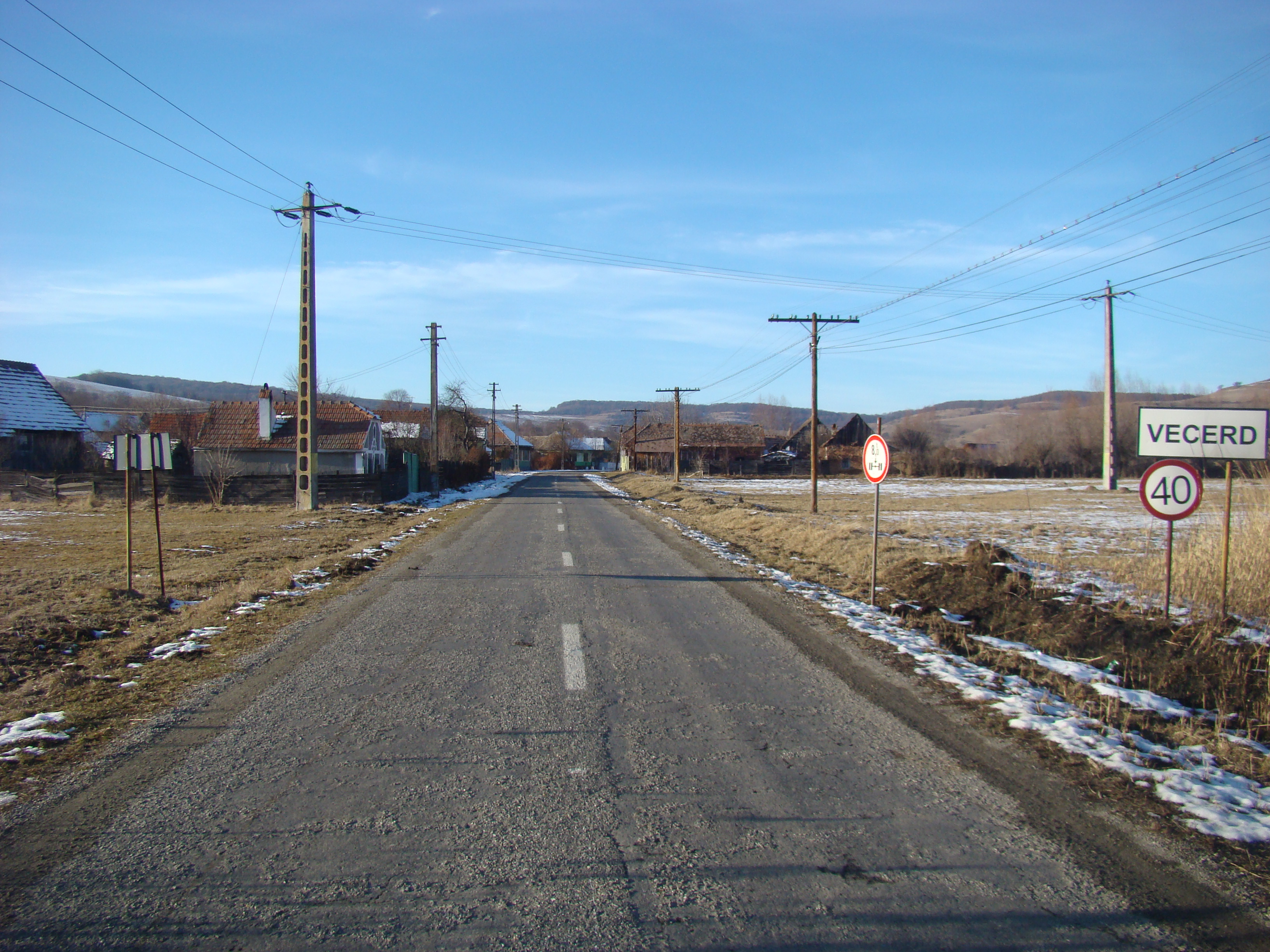
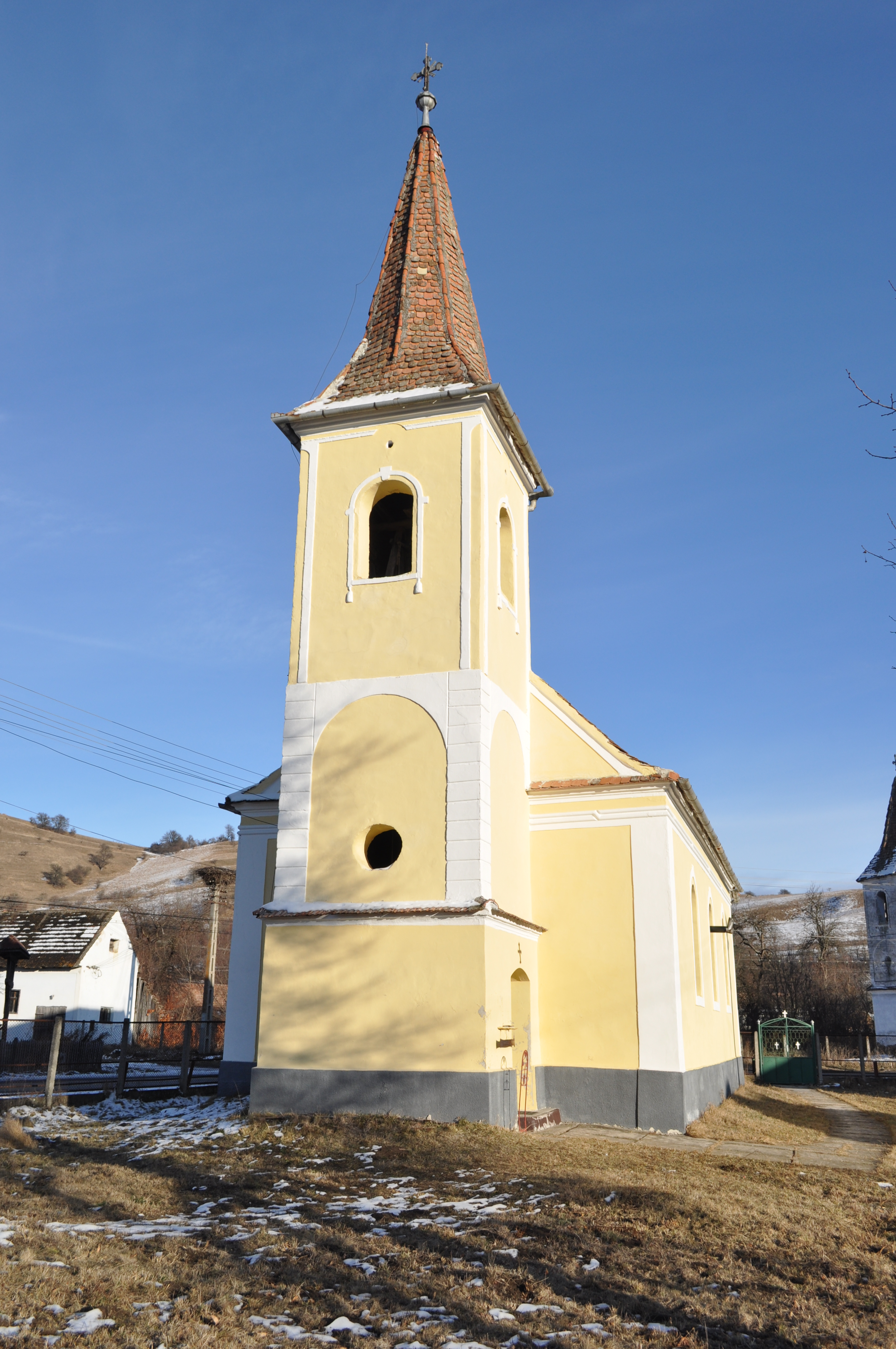
Biserica „Sfântul Nicolae”
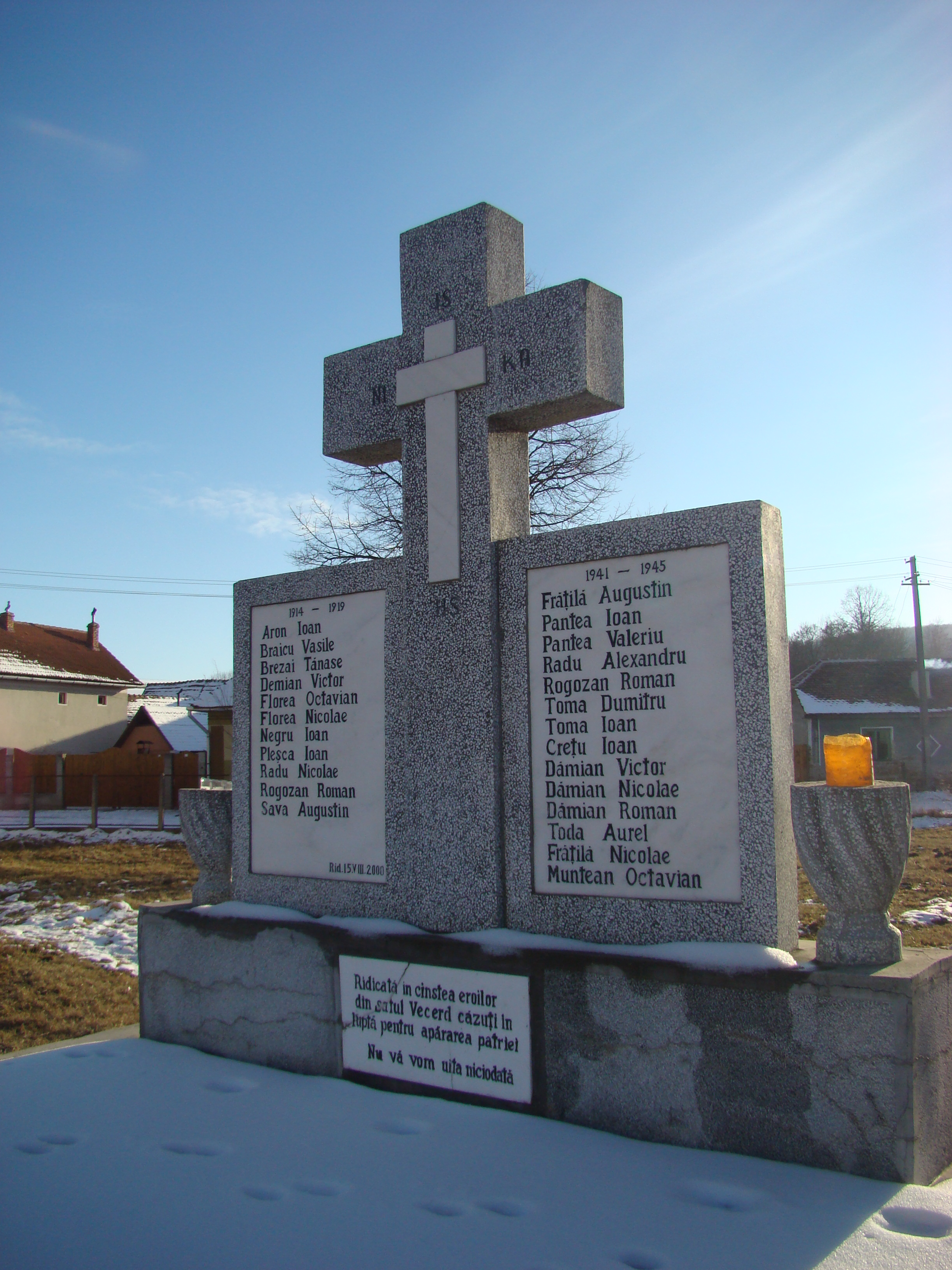
Monumentul Eroilor
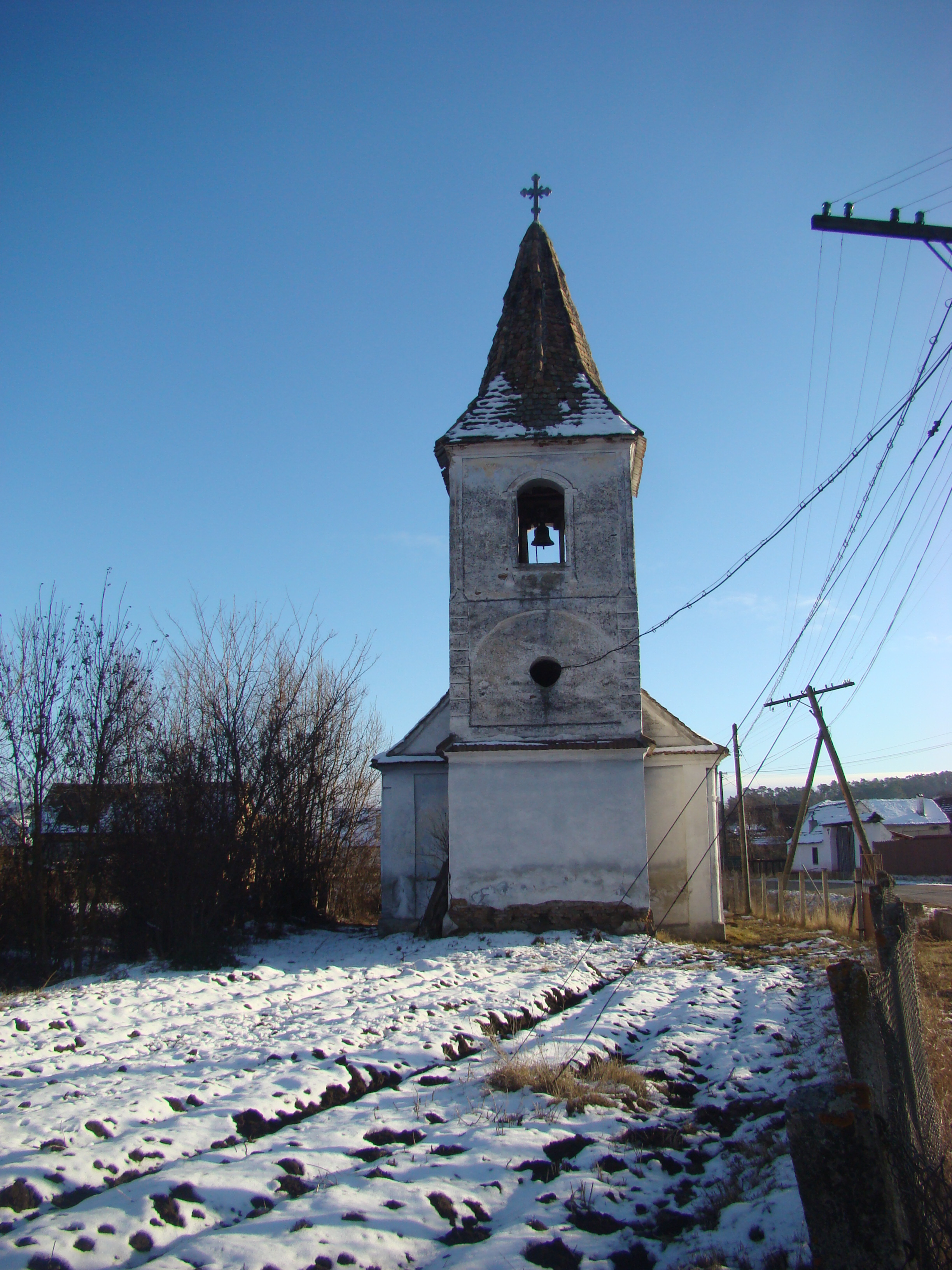
Biserica „Cuvioasa Parascheva” (fostă greco-catolică)